# کشته‌شدن یحیی رحیمی
یحیی رحیمی سراب شهرکی (درگذشتهٔ ۱۷ مهر ۱۴۰۱) کارگر کاشی‌کار ۳۱ سالهٔ ایرانی بود که در اعتراضات ۱۴۰۱ ایران با اصابت گلوله به سر مورد هدف نیروهای امنیتی جمهوری اسلامی ایران در سنندج کشته شد.

## کشته شدن
یحیی رحیمی در خیزش ۱۴۰۱ ایران و در جریان درگیری‌های ۱۴۰۱ سنندج در خیابان ششم بهمن سنندج بوق خودروی خود را به نشانه اعلام اعتراض صدا درمی‌آورد که با شلیک‌شدن گلوله به ناحیه سرش کشته شد. ویدیویی از صحنه کشته‌شدنش در شبکه‌های مجازی وایرال می‌شود.